# Amethystium
Amethystium est le nom du projet ambient-new age dont le seul membre est le producteur/compositeur/multi-instumentaliste norvégien Øystein Ramfjord. Sous le nom d’Amethystium, Ramfjord a sorti cinq albums, Odonata, Aphelion, Evermind, Emblem (Selected Pieces) et Isabliss avec Neurodisc Records, une collection de travaux antérieurs, Demos, ainsi qu'un EP contenant 4 nouvelles chansons, Aurorae EP, sorti le 20 janvier 2012.

## Discographie

### Odonata (2001)
1. Opaque
2. Ilona
3. Enchantment
4. Dreamdance
5. Tinuviel
6. Avalon
7. Calantha
8. Odyssey
9. Fairyland
10. Paean
11. Arcane Voices
12. Ascension
13. Ethereal
14. Lhasa

### Aphelion (2003)
1. Shadow to Light
2. Garden of Sakuntala
3. Exultation
4. Ad Astra
5. Gates of Morpheus
6. Autumn Interlude
7. Elvensong
8. Shibumi
9. Hymnody
10. Withdrawal
11. Berceuse

### Evermind (2004)
1. Arcus
2. Into the Twilight
3. Shadowlands
4. Break of Dawn
5. Innocence
6. Satori
7. Barefoot
8. Reverie
9. Lost
10. Fable
11. Imaginatio

### Emblem - Selected Pieces (2006)
1. Ethereal
2. Arcus
3. Exultation
4. Autumn Interlude
5. Shadowlands
6. Fable
7. Shadow to Light
8. Dreamdance
9. Odyssey
10. Ad Astra
11. Enchantment
12. Satori
13. Elvensong
14. Meadowland
15. Anthemoessa

### Isabliss (2008)
1. A Small Adventure
2. La Pluie
3. Treasure
4. Unbounded
5. Anthemoessa
6. Automne
7. Strangely Beautiful
8. Frosty Morning Bliss
9. Silken Twine
10. Dreamlike Insomnia
11. Elegy

### Aurorae EP (2012)
1. Nightfall
2. Solace
3. Faraway
4. Outro

### Transience (2014)
1. Mono No Aware (Opening)
2. Mesmerized
3. Nightfall
4. Luminescence
5. Solace
6. Faraway
7. Saudade
8. Some Kind of Sunrise
9. Breathe Out
10. Transience
11. Epilogue